# Mammut 2000
Die Mammut 2000 war ein Motorrad der Marke Münch, das von einem Automotor angetrieben wurde. 15 Exemplare entstanden zwischen 2000 und 2002. Der Preis lag bei 86.000 Euro.

## Geschichte und Technik
Für Liebhaber entwickelte die Münch-Motorrad-Technik-GmbH unter Thomas Petsch das als stärkstes Serienmotorrad der Welt angepriesene Mammut 2000. Eine Kleinserie von 250 Exemplaren galt als Zielvorgabe.  Seit 1997 wurde entwickelt und über 25 Millionen Mark wurden in das Projekt investiert. Durch Schwierigkeiten bei der Fertigung verzögerte sich der Produktionsstart immer wieder; 2001 wurde das erste Testfahrzeug der Presse vorgestellt. Um den mit Vierventil-Cosworth-Zylinderkopf und Turbolader leistungsgesteigerten Automotor entstand ein Doppelrohrrahmen mit einer Teleskopgabel von Öhlins mit 120 Millimeter Federweg und für die Hinterradschwinge zwei liegend eingebauten Federbeinen von WP Suspension mit kurzen 65 Millimeter Federweg. Die Reifengröße betrug 120/70 ZR 17 vorn und 200/50 ZR 17 hinten. Das Fahrwerk mit einem langen Radstand und einem Lenkkopfwinkel von 62° mit Nachlauf von 115 mm war überwiegend für den Geradeauslauf ausgelegt. Die Pressestimmen waren euphorisch: 

„Wer den Gashahn dieses Über-Motorrads nicht vorsichtig öffnet, der findet die Ideallinie nie. Wenn er überhaupt eine Linie findet. Im unteren Drehzahlbereich noch lammfromm pustet die Münch ab 3000 Umdrehungen los wie keine andere […] danach kennt sie keine Verwandten mehr.“

„Vollgas? Dazu braucht es Mut-Tabletten, viel Platz und einen gefestigten Charakter. […] Der Ritt auf der Kanonenkugel, er wurde oft bemüht, dürfte aber kein anderes Motorrad so treffend umschreiben.“

Da die Produktionskosten trotz des hohen Verkaufspreises nicht gedeckt waren, wurde die Herstellung der Mammut 2000 zum April 2002 eingestellt.